# Nguyệt san Shōnen Magazine
Nguyệt san Shōnen Magazine (月刊少年マガジン Gekkan Shōnen Magajin) là một tạp chí do Kodansha phát hành hàng tháng chuyên về shōnen manga. Ban đầu, tạp chí này được phát hành trong năm 1964 dưới tên Bessatsu Shōnen Magazine (別冊少年マガジン). Tới năm 1969 được đổi tên thành Nguyệt san Bessatsu Shōnen Magazine (月刊別冊少年マガジン) và tần suất xuất bản của nó tăng từ quý lên hàng tháng. Sau khi bị đình chỉ vào năm 1974, tạp chí này bắt đầu được xuất bản một lần nữa, vào năm 1975 nó đã được đổi tên thành tiêu đề tạp chí hiện hành.

## Manga series

### Các series manga hiện tại
| Tên manga | Tác giả                           | Lần đầu xuất hiện   | Ghi chú                                                          |
| --- | --------------------------------- | ------------------- | ---------------------------------------------------------------- |
| Tekken Chinmi Legends (鉄拳チンミLegends)                                                                              | Takeshi Maekawa                   | 6 tháng 8 năm 2006  |                                                                  |
| Pumpkin Scissors (パンプキン·シザーズ)                                                                                 | Ryoutarou Iwanaga                 | 6 tháng 10 năm 2006 |                                                                  |
| Shin Kamen Rider Spirits (新 仮面ライダーSPIRITS)                                                                      | Kenichi Muraeda                   | 6 tháng 7 năm 2009  |                                                                  |
| Mashiro no Oto (ましろのおと)                                                                                          | Marimo Ragawa                     | 6 tháng 3 năm 2010  |                                                                  |
| Noragami (ノラガミ) | Adachitoka                        | 6 tháng 12 năm 2010 |                                                                  |
| Welcome to the Ballroom (ボールルームへようこそ)                                                                       | Tomo Takeuchi                     | 6 tháng 11 năm 2011 |                                                                  |
| Chikuwa Machi no Susume (ちくわ町ノススメ)                                                                             | Naoki Hirano                      | 6 tháng 4 năm 2012  |                                                                  |
| Kuro Ageha (くろアゲハ)                                                                                                | Atsushi Kase                      | 6 tháng 12 năm 2013 |                                                                  |
| Ryuusui no Tsubasa - Shiki Ryuukou Seike (龍帥の翼 史記・留侯世家異伝)                                                 | Masatoshi Kawahara                | 6 tháng 3 năm 2016  | Không đăng tải trên bản điện tử                                  |
| Ryuurouden Ouha Rikkoku Hen (龍狼伝 王覇立国編)                                                                        | Yoshito Yamahara                  | 6 tháng 7 năm 2016  | Từ tháng 9 năm 2018 đăng tải cách tháng                          |
| Owari no Seraph: Ichinose Guren, 16-sai no Catastrophe (終わりのセラフ 一瀬グレン、16歳の破滅)                         | Takaya Kagami, You Asami          | 6 tháng 6 năm 2017  | Spin-off của truyện "Owari no Seraph"                            |
| Fermat no Ryouri (フェルマーの料理)                                                                                    | Yuugo Kobayashi                   | 6 tháng 9 năm 2018  | Đăng tải không cố định                                           |
| DEAR BOYS ACT4 | Hiroki Yagami                     | 6 tháng 10 năm 2018 |                                                                  |
| Voice Rush (ボイスラ!!)                                                                                                | Octo                              | 6 tháng 12 năm 2018 |                                                                  |
| Planet of the Fools (愚者の星)                                                                                         | Hiroki Endo                       | 6 tháng 8 năm 2019  |                                                                  |
| Koi wa Sekai Seifuku no Ato de (恋は世界征服のあとで)                                                                  | Hiroshi Noda                      | 6 tháng 10 năm 2019 |                                                                  |
| Invented Inference (虚構推理)                                                                                          | Kyou Shirodaira, Chasiba Katase   | 6 tháng 12 năm 2019 | Từ chương 30 đăng tải đồng thời trên tạp chí "Shonen Magazine R" |
| Tekkai no Senshi (鉄界の戦士)                                                                                          | Ryou Sumiyoshi                    | 6 tháng 1 năm 2020  |                                                                  |
| Mutsu Enmei Ryuu Ikaiden Shuura no Mon Mutsu-san wa Chou Tsuyoi!? (陸奥圓明流異界伝 修羅の紋 ムツさんはチョー強い?!)   | Masatoshi Kawahara, Kai Toushirou | 6 tháng 4 năm 2020  |                                                                  |
| Soukyuu no Shihaisha - Isekai ni Tensei Shitara Sekai no Oppai wa Ore no Mono! (双穹の支配者 〜異世界おっぱい無双伝〜) | Maruboro Akai                     | 6 tháng 5 năm 2020  |                                                                  |
| Megumi no Daigo Kyuukoku no Orange (め組の大吾 救国のオレンジ)                                                         | Masahito Soda, Kuro Tomiyama      | 6 tháng 10 năm 2020 | Phần tiếp theo của truyện "Megumi no Daigo"                      |
| Sora no Griffers - Chouen no Sagishitachi (空のグリフターズ 〜一兆円の詐欺師たち〜)                                    | Motohiro Katou                    | 6 tháng 1 năm 2021  |                                                                  |
| Ishura (異修羅) | Keiso, Meguri                     | 6 tháng 3 năm 2021  |                                                                  |

### Các series đã hoàn thành được phát hành trongMonthly Shonen Magazine

#### 1970s
- Spider-Man: The Manga (Kōsei Ono và Kazumasa Hirai (tác giả)) (Tháng 1, 1970 - Tháng 9, 1971)

#### 1980s
- Ironfist Chinmi (鉄拳チンミ?) (Takeshi Maekawa) (Tháng 12, 1983 - Tháng 2, 1997)
- Shura no Mon (Masatoshi Kawahara) (Tháng tư, 1987 - Tháng 11, 1996)
- Akira Tobu!! (あきら翔ぶ!!?) (Katsuyuki Toda) (1989 - 1996)
- ANGEL♥BEAT (Ichiru Yasuhara) (1989 - 1996)
- Dear Boys (Hiroki Yamagi) (16 tháng 12 năm 1989 - 17 tháng 3 năm 1997)

#### 1990s
- Ryūrōden (龍狼伝?) (Yoshito Yamahara) (1993 - 2007)
- New Ironfist Chinmi (鉄拳チンミ?) (Takeshi Maekawa) (1997 đến 2004)
- Beck (ベック?) (Harold Sakuishi) (Tháng 11, 1999 - Tháng 4, 2008)

#### 2000s
- Capeta (カペタ Kapeta?) (Masahito Soda) (Tháng 3, 2003 - Tháng 3, 2013)
- Rocket Man (ロケットマン?) (Motohiro Katou) (6 tháng 10 năm 2001 - 6 tháng 12 năm 2004)
- Yatagarasu (Aihara Tsukasa) (2002 - 6 tháng 4 năm 2011)
- Alive: The Final Evolution (アライブ-最終進化的少年 Araibu - Saishū Shinkateki Shōnen?) (Tadashi Kawashima) (Tháng 10, 2003 - 6 tháng 12 năm 2010)
- Yonebu Times (米豊TIMES?) (6 tháng 12 năm 2005 - 6 tháng 8 năm 2007)

#### 2010s
- Shura no Mon Iden Fudekage (修羅の門異伝 ふでかげ?) (Masatoshi Kawahara) (2010-2014)
- Lời nói dối tháng Tư (四月は君の嘘 Shigatsu wa Kimi no Uso?) (Naoshi Arakawa) (6 tháng 4 năm 2011 - 6 tháng 2 năm 2015)
- Noragami (ノラガミ?) (Adachitoka) (2011-)